# Systemanalyse
Die Systemanalyse ist eine praktisch anwendbare Methode der Systemtheorie. Dabei konstruiert der Betrachter des Systems ein Modell eines bereits existierenden oder geplanten Systems zunächst als Black Box und verfeinert dieses im weiteren Verlauf. Dabei hat der Bearbeiter eine Auswahl bezüglich der relevanten Elemente und Beziehungen des Systems zu treffen. Das erstellte Modell ist, insbesondere bei komplexen Systemen, meist ein begrenztes, reduziertes, abstrahiertes Abbild der Wirklichkeit, mit dessen Hilfe Aussagen über vergangene und zukünftige Entwicklungen und Verhaltensweisen des Systems in bestimmten Szenarien gemacht werden sollen. Der Vorgang ist auf nahezu jedes System anwendbar, einschließlich Physik, Biologie, Demografie, Soziologie, Politik, Wirtschaft, Geographie, Technik und Informatik.

## Arbeitsschritte
1. Erhebung und Analyse einer gegebenen Problemstellung
2. Konkretisierung einer allgemeinen Zielsetzung
3. Festlegen der Systemgrenzen zur Unterscheidung von System und Umwelt.
4. Feststellen derjenigen Systemelemente, die für die Fragestellung als relevant betrachtet werden.
5. Feststellen derjenigen Beziehungen zwischen den Systemelementen, die für die Fragestellung als relevant betrachtet werden.
6. Feststellen der Systemeigenschaften auf der Makroebene.
7. Feststellen der Beziehungen des Systems zur Umwelt bzw. zu anderen Systemen, wenn von der Betrachtung des Systems als isoliertes oder geschlossenes System zum offenen System übergegangen wird.

## Darstellung
Darstellung der Analyseergebnisse:
- qualitativ: Concept-Map, Flussdiagramm, Wirkungsdiagramme
- halbquantitativ: Pfeildiagramm (je-desto-Beziehungen)
- quantitativ: x-y-, x-t-Diagramme unter anderem, mathematische Gleichungssysteme

Für die Systemanalyse werden formale und grafische Methoden eingesetzt.
Keith Edwards verwendet in seinem Werk u. a. die folgenden Darstellungsformen:
- STD (State Transition Diagram): Zustandsübergangsdiagramm, zeigt zeitliches Verhalten.
- ERD (Entity Relationship Diagram): Gegenstands-Beziehungs-Diagramm, stellt Datenverknüpfungen zueinander dar.
- ESTD (Entity State Diagram): Gegenstands-Zustands-Diagramm, als Mischform aus STD und ERD. Zeigt Statusänderungen in Abhängigkeit von zeitlichen Ereignissen.

Weiterhin benennt er noch die folgenden theoretisch möglichen Kombinationen, die aber praktisch nur sehr begrenzt zweckdienlich sind:
- Zuordnung zwischen Datenstromdarstellung und Datenspeichern (zur Verifikation).
- Zeitliche Veränderung der Datenverarbeitung durch Steuersignale (zur Funktionskontrolle).

Die Herleitung von Zuständen („States“) durch Ereignisse („Events“) und umgekehrt ist möglich. Eine ständige Begrenzung auf eine für die jeweilige Detaillierungsebene sinnvolle Elementmenge ist nötig, um zu einem tauglichen, sprich durchschaubaren und damit brauchbaren Ergebnis zu kommen. Die Darstellung unterscheidet zwischen Steuerströmen, Datenströmen, Augenblicksereignissen und physikalischen Strömen von Materie oder Energie.

## Informatik
Unter Systemanalyse wird in der Informatik die erste Phase in einem Projekt verstanden. Das Ergebnis der Systemanalyse kann dokumentiert werden in einem Whitepaper, einer Spezifikation der Systemarchitektur oder einer Präsentation. Der Systemanalytiker beschreibt die für seine Fragestellung relevanten Systemelemente und deren Beziehungen zueinander (in der Regel mit einem Informationsmodell). Das Datenflussdiagramm ist dabei eine häufige Darstellungsform und stellt die Verarbeitung und Speicherung der Datenströme dar. Ziel der Systemanalyse ist es zum Beispiel, den Ist-Zustand zu beschreiben, um ausgehend von diesem Ist-Modell ein Soll-Modell zu planen. Durch die Unterschiede zwischen Ist- und Soll-Modell wird deutlich, was das zu konstruierende technische System leisten soll. Im Rahmen der Systemanalyse wird noch nicht untersucht, wie das Soll-Modell implementiert wird. Als Modell sind in diesem Zusammenhang Hardware und Software als eine Einheit zu verstehen. Die Systemanalyse kann vor der Optimierung, Migration und Konvertierung von Systemen eingesetzt werden.